# Aedes lottei
Aedes lottei är en tvåvingeart som beskrevs av Hamon och Brengues 1965. Aedes lottei ingår i släktet Aedes och familjen stickmyggor.
Artens utbredningsområde är Elfenbenskusten. Inga underarter finns listade i Catalogue of Life.